# 90288 Dalleave
90288 Dalleave è un asteroide della fascia principale. Scoperto nel 2003, presenta un'orbita caratterizzata da un semiasse maggiore pari a 3,0898101 UA e da un'eccentricità di 0,1511119, inclinata di 9,49216° rispetto all'eclittica.
L'asteroide è dedicato a Sergio Dalle Ave che ha contribuito all'acquisizione e all'elaborazione di immagini fotografiche presso l'osservatorio di Asiago nell'ambito del progetto ADAS.